# 親里ホッケー場
親里ホッケー場（おやさとホッケーじょう)は、奈良県天理市に位置するフィールドホッケー競技場である。
ラグビー場、野球場とともに親里競技場の一画を担う奈良県最大のフィールドホッケー競技場。天理大学ベアーズがホームスタジアムとして使用する他、国内の主要な大会や国際大会が開催され、奈良県内での中学・高校のホッケー総体などの会場にもなっている。1984年には第39回国民体育大会（わかくさ国体）のホッケー競技の会場にもなった。コートは天理大学ベアーズなどが使用するセンターコートと、高校総体・中学総体などに使われているサブコートの2つあり、いずれも人工芝である。センターコートは試合前に放水され、サブコートは放水はされないがサンドが撒かれている。